# Pina Cipriotto
Giuseppina Cipriotto, detta Pina (Muggia, 14 marzo 1911 – Cavi di Lavagna, 30 luglio 1986), è stata una ginnasta, velocista e ostacolista italiana.

## Biografia
Nata nel 1911 a Muggia, in provincia di Trieste, a 25 anni partecipò ai Giochi olimpici di Berlino 1936, nel concorso a squadre, chiuso al settimo posto con 442.05 punti totali (17.05 alle parallele, 19.40 alla trave e 18.90 al volteggio i suoi punteggi).
Attiva anche nell'atletica leggera, fu campionessa italiana assoluta della staffetta 4×75 m nel 1928 con il tempo di 41"4, insieme a Ersilia Martini, Derna Polazzo e Tina Steiner, e della staffetta 4×100 m nel 1933 con la S.G. Triestina in 55"0, con Maria Bravin, Maria Coselli e Nives De Grassi. Conquistò inoltre il bronzo negli 83 m hs nel 1928 con il tempo di 16"0 e nel 1929 in 16"1/5, e negli 80 m hs nel 1933.
Morì nel 1986, a 75 anni.

## Campionati nazionali
- 1 volta campionessa nazionale assoluta della staffetta 4×75 m (1928)
- 1 volta campionessa nazionale assoluta della staffetta 4×100 m (1933)

1928
- Oro ai campionati italiani assoluti, staffetta 4×75 m - 41"4
- Bronzo ai campionati italiani assoluti, 83 metri ostacoli - 16"0

1929
- Bronzo ai campionati italiani assoluti, 83 metri ostacoli - 16"1/5

1933
- Bronzo ai campionati italiani assoluti, 60 m piani
- Oro ai campionati italiani assoluti, staffetta 4×100 m - 55"0